# Donje Komarice
Donje Komarice (en serbe cyrillique : Доње Комарице) est un village de Serbie situé dans la municipalité de Pivara (Kragujevac), district de Šumadija. Au recensement de 2011, il comptait 414 habitants.

## Démographie
| 1948  | 1953  | 1961  | 1971 | 1981 | 1991 | 2002 | 2011 |
| ----- | ----- | ----- | ---- | ---- | ---- | ---- | ---- |
| 1 234 | 1 197 | 1 188 | 963  | 836  | 698  | 545  | 414  |

|  |